# Asociación Británica para el Avance de la Ciencia
La British Association (BA) o British Association for the Advancement of Science (Asociación Británica para el Avance de la Ciencia) es una sociedad de investigación del Reino Unido creada con el objeto de promocionar la ciencia, facilitando la interacción entre los científicos.
Fue fundada en 1831 por William Vernon Harcourt y bajo la sugerencia de Sir David Brewster, contrario a la actitud elitista y conservadora de la Royal Society. El primer encuentro se celebró en York, el 27 de septiembre de ese mismo año. A partir de entonces, los encuentros se celebran anualmente en lugares elegidos en el encuentro anterior.
El mayor énfasis de la Asociación en las últimas décadas ha sido puesto en el conocimiento público de la ciencia. Su encuentro anual, llamado ahora el Festival de la Ciencia, es el mayor evento científico público en el Reino Unido.